# 이키루
《이키루》(生きる)는 1952년에 개봉된 일본 영화이다. 구로사와 아키라가 감독, 시무라 다카시가 주연을 맡았다.

## 출연진
- 시무라 다카시 - 와타나베 간지
- 미노루 지아키 - 노구치

## 수상
- 1953년 부쿠레슈티 영화제 - 황금늑대상
- 1954년 제4회 베를린 국제 영화제 - 베를린시 특별상

## 리메이크
2007년 9월 9일, TV 아사히에서 2시간 스페셜 드라마로 리메이크됐다. 주연은 마쓰모토 고시로가 맡았으며, 이야기 배경이 현대(2007년)로 변경됐고, 등장인물이나 이야기 전개 등 일부 설정이 변경됐다.